# آنا زيا
آنا زيا (بالألمانية: Anna Zaja) مواليد 25 يونيو 1991 في زيغمارينغن، ألمانيا، هي لاعبة كرة مضرب ألمانية وتحتل حالياً المرتبة 431 (21 مارس 2016) في تصنيف رابطة محترفات كرة المضرب. أعلى تصنيف لها في الفردي كان 312. أعلى تصنيف لها في الزوجي كان 145.

## روابط خارجية
- آنا زيا على موقع رابطة محترفات التنس (الإنجليزية)
- آنا زيا على موقع الاتحاد الدولي لكرة المضرب (الإنجليزية)
- آنا زيا على موقع خلاصة التنس.كوم (الإنجليزية)
- آنا زيا على موقع إي إس بي إن.كوم (الإنجليزية)